# Paul Denis (Politiker, um 1942)

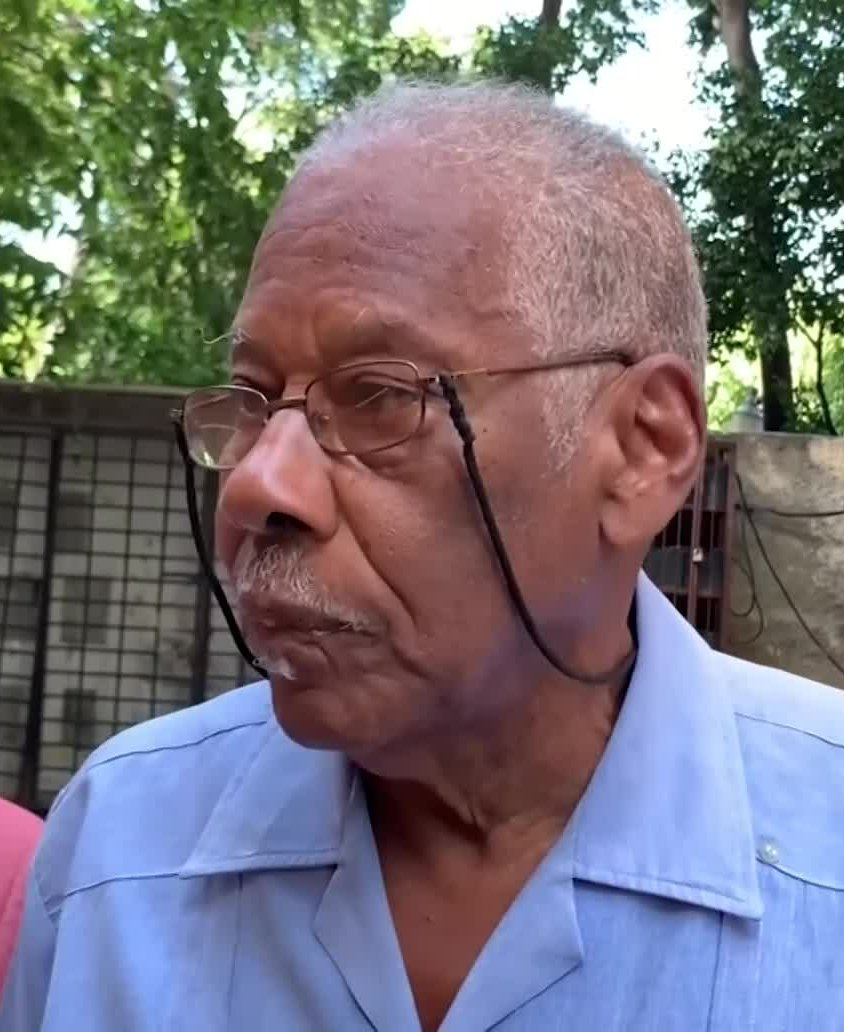
Paul Denis

Paul Denis (* um 1942; † 11. März 2024 in Port-Salut) war ein haitianischer Politiker sowie Minister für Justiz und öffentliche Sicherheit in der Regierung von René Préval.
Denis war während der Präsidentschaft von Jean-Bertrand Aristide ein Oppositionspolitiker und Senator. Einen Tag nach den Parlamentswahlen vom 21. Mai 2000 wurde er wegen des Besitzes illegaler Waffen verhaftet und angeklagt, später jedoch freigelassen.
Als Aristide ins Exil ging, wurde Denis zusammen mit dem Kabinettsminister Leslie Voltaire und dem haitianischen UN-Repräsentanten Adama Guindo als Dreierrat eingesetzt, um die Übergangsregierung vorzubereiten. Bei den Präsidentschaftswahlen im Jahr 2006 kandidierte er für die Òganizasyon Pèp Kap Lité (OPL) und erreichte 2,62 % der Stimmen.
Später wurde Denis Justizminister in der Regierung von René Préval. Denis wurde beim Erdbeben am 12. Januar 2010 verschüttet und konnte erst am 21. Januar überraschend aus einem Erdloch geborgen werden. Zuvor war er schon für tot erklärt worden.
Er starb am 11. März 2024 im Alter von 81 Jahren.